# Erik Solheim

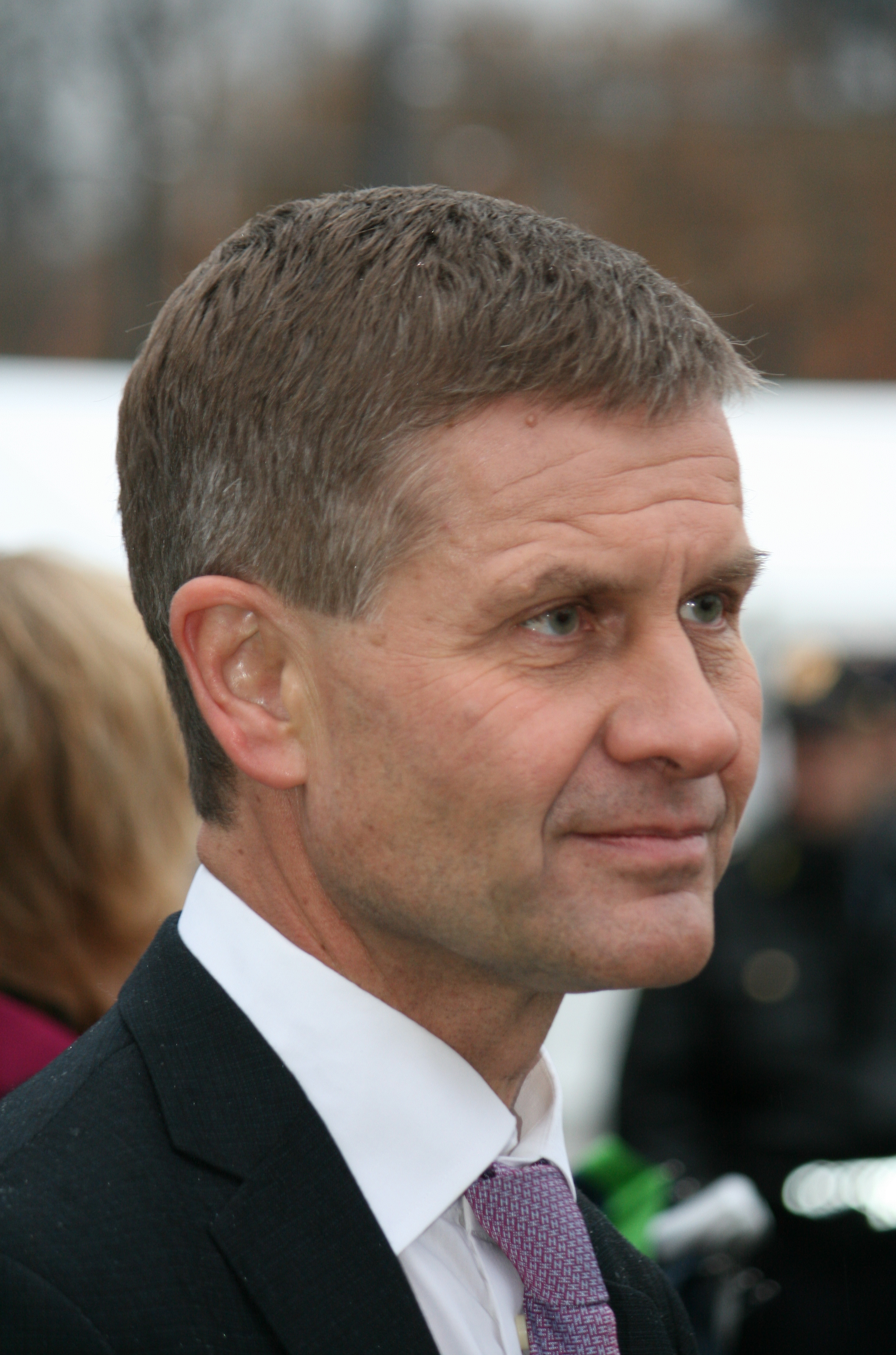
Erik Solheim, 2009

Erik Solheim (* 18. Januar 1955 in Oslo) ist ein norwegischer Politiker. Von 1987 bis 1997 war Vorsitzender der Sosialistisk Venstreparti (SV), im Jahr 2019 gab er seinen Übergang zur Miljøpartiet De Grønne (MDG) bekannt. Zwischen Oktober 2005 und März 2012 war er der Entwicklungsminister Norwegens, in der Zeit von Oktober 2007 bis März 2012 war er zudem der Umweltminister seines Landes. Solheim war von 1989 bis 2000 Abgeordneter im Storting. Von 2016 bis 2018 leitete er als Exekutivdirektor das UN-Umweltprogramm (UNEP).

## Leben
Solheim begann seine politische Karriere 1977, als er bis 1980 die Leitung der Jugendpartei Sosialistisk Ungdom (SU) übernahm. Im Jahr 1980 schloss er sein Studium der Geschichte und der Gesellschaftswissenschaften ab. In der Zeit von 1981 bis 1985 fungierte er als Parteisekretär der SV. Anschließend war er zwischen 1985 und 1987 als Berater beim Norges Handikapforbund, einem Interessensverband für Behindertenrechte, tätig. In den Jahren 1987 bis 1997 war Solheim Vorsitzender der Sosialistisk Venstreparti.

### Stortingsabgeordneter und Minister
Bei der Parlamentswahl 1989 zog Solheim erstmals in das norwegische Nationalparlament Storting ein. Dort vertrat er den Wahlkreis Sør-Trøndelag und wurde Mitglied im Verkehrsausschuss. Für die Wahl 1993 kandidierte er im Wahlkreis Oslo und Solheim wurde anschließend Mitglied im Außenausschuss. Dort verblieb er auch nach der Stortingswahl 1997. Zwischen Oktober 1989 und September 1997 gehörte er dem Vorstand der SV-Fraktion an. Zum 1. April 2000 trat er von seinem Mandat zurück.
Von 2000 bis 2005 war er Berater für das norwegische Außenministerium in Sri Lanka und spielte eine wesentliche Rolle als Vermittler in den Friedensverhandlungen zwischen der LTTE und der sri-lankischen Regierung im Bürgerkrieg in Sri Lanka. Seit 2005 war er Entwicklungshilfeminister in der rot-grünen Regierung Norwegens. Bei der Kabinettsumbildung am 18. Oktober 2007 wurde er zusätzlich Umweltminister. 2009 wurde ihm der Champions of Earth Award verliehen. Im Zuge einer Neubesetzung der sozialistischen Ministerposten musste Solheim am 23. März 2012 seine Posten aufgeben. Als eine seiner wesentlichen Leistungen bezeichnete Solheim die Schaffung des UN-REDD-Programms („Programm der Vereinten Nationen zur Reduzierung der durch Entwaldung und Waldschädigung verursachten Emissionen“).

### Tätigkeit für die UN
Im Januar 2013 wurde Solheim Vorsitzender des OECD-Ausschusses für Entwicklungshilfe. Dieses Amt hatte er bis zum Juni 2016 inne. Nach seiner Ernennung durch den UN-Generalsekretär Ban Ki-moon wurde Solheim am 13. Mai 2016 durch die Generalversammlung der Vereinten Nationen für zunächst 4 Jahre zum Direktor des Umweltprogramms der Vereinten Nationen (UNEP) gewählt. Er trat damit die Nachfolge von Achim Steiner an.
Im September 2018 geriet Solheim in die Kritik, nachdem ein interner Auditbericht zum Guardian und zur BBC durchgesickert war, in dem ihm ein verantwortungsloses Verhalten hinsichtlich seiner Dienstreisen vorgeworfen wurde. In dem Bericht war die Rede davon, dass Solheim an 529 von 668 Arbeitstagen auf Dienstreise gewesen war, was zu Kosten von 488.518 US$ (etwa 415.071 €) geführt hatte. Kritisiert wurde in dem Bericht vor allem, dass es keinerlei Kontrollinstanz oder Aufsichtsorgan gäbe. Die Dienstreisen seien Solheim von einem Mitarbeiter des eigenen Büros genehmigt worden. Solheim habe zahlreiche Flugreisen durch alle Kontinente mit vielfachen Zwischenstopps in Paris und in Norwegen unternommen. Bei einer Gelegenheit habe er eine 8-stündige Flugreise von Washington, D.C. für ein Wochenende in Paris unternommen, und anschließend sei er wieder nach New York City zurückgeflogen. Der Audit-Bericht kritisierte, dass Solheim in seiner Funktion als Direktor der UN-Umweltagentur mit seinem klimaschädlichen Verhalten „kein positives Vorbild für andere“ abgebe.
Die Länder Schweden und Dänemark stoppten nach dem Bericht ihren finanziellen Beitrag für die UNEP.
Am 21. November 2018 wurde bekannt, dass Solheim seine Posten als Exekutivdirektor der UNEP aufgibt. UNO-Generalsekretär António Guterrez nahm seinen Rücktritt an.
Im August 2019 gab er bekannt, dass er Mitglied in der grünen Partei Miljøpartiet De Grønne (MDG) geworden sei.

## Privates
Solheim ist verheiratet und hat vier Kinder.